# عضل بروكماني
عضل بروكماني (الاسم العلمي: Gerbillus brockmani) (بالإنجليزية: Brockman’s Gerbil)‏ هو نوع من الحيوانات يتبع جنس العضل من الفصيلة الفأرية.